# 카터 드 해븐

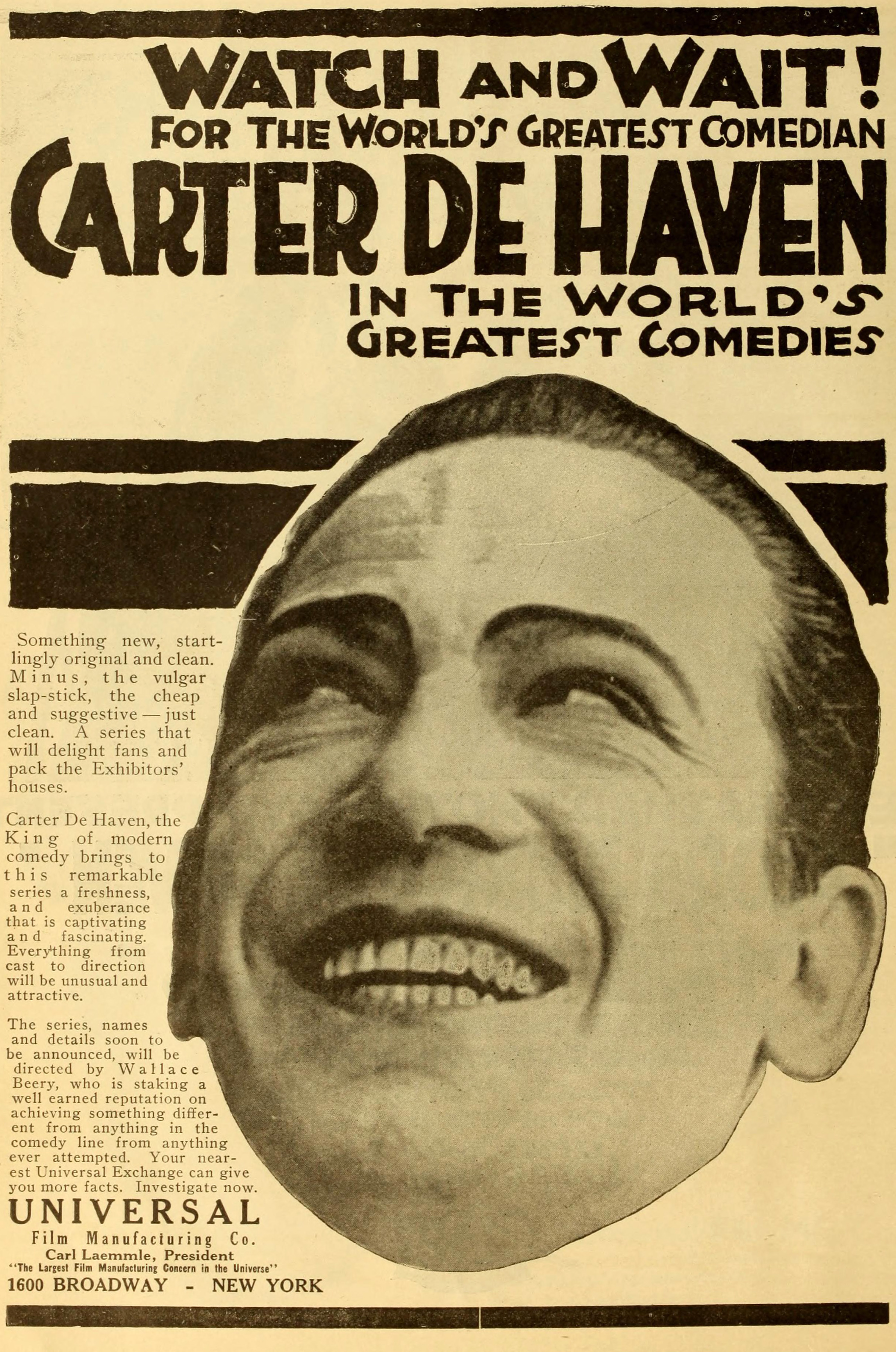

카터 드 해븐(Carter DeHaven, 1886년 10월 5일 ~ 1977년 7월 20일)은 미국의 각본가, 영화배우, 연극 배우, 텔레비전 배우, 영화 프로듀서, 영화 감독이다.
시카고에서 태어났으며 로스앤젤레스에서 사망하였다. 포리스트 론 메모리얼 파크에 매장되었다.

## 영화
- 카본 카피 (1981년)
- 더 시니어스 (1978년)
- 사랑과 죽음의 행보 (1969년)
- 악명 높은 여주인 (1962년)
- 제인에게 무슨 일이 (1959년)
- 위대한 독재자 (1940년)